# Sport-Club Freiburg 2005-2006
Questa voce raccoglie le informazioni riguardanti lo Sport-Club Freiburg nelle competizioni ufficiali della stagione 2005-2006.

## Stagione
Nella stagione 2005-2006 il Friburgo, allenato da Volker Finke, concluse il campionato di 2. Bundesliga al 4º posto. In Coppa di Germania il Friburgo fu eliminato agli ottavi di finale dal Monaco 1860.

## Rosa
| N. |                        | Ruolo | Calciatore          |
| -- | ---------------------- | ----- | ------------------- |
| 1  | Germania (bandiera)    | P     | Richard Golz        |
| 2  | Germania (bandiera)    | C     | Benjamin Baltes     |
| 3  | Libano (bandiera)      | D     | Youssef Mohamad     |
| 4  | Georgia (bandiera)     | D     | Otar Khizaneishvili |
| 5  | Scozia (bandiera)      | C     | Mark Fotheringham   |
| 6  | Germania (bandiera)    | D     | Dennis Aogo         |
| 7  | Germania (bandiera)    | C     | Niels Hansen        |
| 9  | Georgia (bandiera)     | A     | Aleksandr Iashvili  |
| 10 | Mali (bandiera)        | C     | Soumaila Coulibaly  |
| 11 | Germania (bandiera)    | A     | Dennis Kruppke      |
| 12 | Paesi Bassi (bandiera) | A     | Samuel Koejoe       |
| 16 | Germania (bandiera)    | D     | Lars Hermel         |
| 17 | Mali (bandiera)        | D     | Boubacar Diarra     |

| N. |                         | Ruolo | Calciatore           |
| -- | ----------------------- | ----- | -------------------- |
| 18 | Nigeria (bandiera)      | D     | Seyi Olajengbesi     |
| 19 | Austria (bandiera)      | D     | Andreas Ibertsberger |
| 20 | Libano (bandiera)       | C     | Roda Antar           |
| 21 | Germania (bandiera)     | C     | Dennis Bührer        |
| 22 | Germania (bandiera)     | C     | Sascha Riether       |
| 23 | Burkina Faso (bandiera) | C     | Wilfried Sanou       |
| 24 | Germania (bandiera)     | A     | Steffen Wohlfarth    |
| 27 | Burkina Faso (bandiera) | C     | Jonathan Pitroipa    |
| 31 | Germania (bandiera)     | P     | Alexander Walke      |
| 33 | Ghana (bandiera)        | A     | Ibrahim Tanko        |
| 36 | Germania (bandiera)     | P     | Julian Reinard       |
| 37 | Germania (bandiera)     | D     | Andreas Kaufmann     |
| 40 | Algeria (bandiera)      | A     | Karim Matmour        |

## Organigramma societario
Area tecnica
- Allenatore: Volker Finke
- Allenatore in seconda: Damir Burić, Karsten Neitzel, Achim Sarstedt
- Preparatore dei portieri:
- Preparatori atletici:

## Calciomercato

### Sessione estiva
| Acquisti | Acquisti          | Acquisti      | Acquisti |
| R.       | Nome              | da            | Modalità |
| -------- | ----------------- | ------------- | -------- |
| C        | Benjamin Baltes   | Uerdingen 05  |          |
| C        | Mark Fotheringham | Dundee        |          |
| C        | Niels Hansen      | Holstein Kiel |          |
| P        | Alexander Walke   | Werder Brema  |          |

| Cessioni | Cessioni           | Cessioni                       | Cessioni |
| R.       | Nome               | da                             | Modalità |
| -------- | ------------------ | ------------------------------ | -------- |
| C        | Zlatan Bajramović  | Schalke 04                     |          |
| D        | Bruno Berner       | Basilea                        |          |
| A        | Ellery Cairo       | Hertha Berlino                 |          |
| A        | Régis Dorn         | Kickers Offenbach              |          |
| D        | Torge Hollmann     | Wehen Wiesbaden                |          |
| D        | Oumar Kondé        | Hansa Rostock                  |          |
| A        | Abder Ramdane      | Borussia M'gladbach (juniores) |          |
| P        | Timo Reus          | LR Ahlen                       |          |
| D        | Daniel Schumann    | Kickers Offenbach              |          |
| C        | Levan Tskitishvili | Stal' Kam"jans'ke              |          |

### Sessione invernale
| Acquisti | Acquisti | Acquisti | Acquisti |
| R.       | Nome     | da       | Modalità |
| -------- | -------- | -------- | -------- |

| Cessioni | Cessioni | Cessioni | Cessioni |
| R.       | Nome     | da       | Modalità |
| -------- | -------- | -------- | -------- |

## Risultati

### 2. Bundesliga

#### Girone di andata
| Arbitro: | Kinhöfer |

|                         |           |            |
| Coulibaly 33’ Antar 83’ | Marcatori | 65’ Krejčí |

| Arbitro: | Wack |

|                        |           |  |
| Vorbeck 48’ Cagara 53’ | Marcatori |  |

| Arbitro: | Dingert |

|                         |           |  |
| Coulibaly 65’ Antar 78’ | Marcatori |  |

| Arbitro: | Kuhl |

|                     |           |            |
| Dorn 76’ Türker 82’ | Marcatori | 87’ Hermel |

| Friburgo in Brisgovia 16 settembre 2005, ore 19:00 CEST 5ª giornata | Friburgo  | 0 – 0 referto | Karlsruhe | Badenova-Stadion (20 000 spett.)\| Arbitro: \| Schriever \| |
| Arbitro:                                                            | Schriever |               |           |                                                             |

| Arbitro: | Gagelmann |

|  |           |                 |
|  | Marcatori | 53’ (rig.) Aogo |

| Arbitro: | Lupp |

|                             |           |                  |
| Sanou 32’, 78’ Iashvili 57’ | Marcatori | 13’, 45’ N'Diaye |

| Braunschweig 2 ottobre 2005, ore 15:00 CEST 8ª giornata | Eintracht Braunschweig | 0 – 0 referto | Friburgo | Stadion an der Hamburger Straße (21 800 spett.)\| Arbitro: \| Brych \| |
| Arbitro:                                                | Brych                  |               |          |                                                                        |

| Arbitro: | Grudzinski |

|                                     |           |          |
| Tanko 35’ Antar 49’ Aogo 88’ (rig.) | Marcatori | 61’ Amri |

| Arbitro: | Fleischer |

|                                                    |           |  |
| Hout 14’ Baltes 45’ (aut.) Misimović 47’ Imhof 75’ | Marcatori |  |

| Arbitro: | Fischer |

|                                       |           |          |
| Koejoe 36’, 55’ Antar 74’ Kruppke 83’ | Marcatori | 46’ Radu |

| Arbitro: | Perl |

|            |           |             |
| Müller 10’ | Marcatori | 26’ Mohamad |

| Arbitro: | Anklam |

|                                                  |           |  |
| Aogo 45’ (rig.) Coulibaly 70’ (rig.), 74’ (rig.) | Marcatori |  |

| Arbitro: | Welz |

|                             |           |                                        |
| Ibertsberger 45’ Koejoe 86’ | Marcatori | 12’ Arvidsson 89’ von Walsleben-Schied |

| Arbitro: | Sahler |

|            |           |  |
| Döring 83’ | Marcatori |  |

| Arbitro: | Meyer |

|  |           |                          |
|  | Marcatori | 2’ Pinto 10’ Schlaudraff |

| Arbitro: | Fischer |

|           |           |                             |
| Fuchs 49’ | Marcatori | 34’ Kruppke 40’ (rig.) Aogo |

#### Girone di ritorno
| Arbitro: | Drees |

|                       |           |               |
| Kazior 14’ Krejčí 88’ | Marcatori | 70’ Coulibaly |

| Arbitro: | Henschel |

|              |           |  |
| Iashvili 85’ | Marcatori |  |

| Arbitro: | Schalk |

|           |           |  |
| Ehlers 8’ | Marcatori |  |

| Arbitro: | Schempershauwe |

|                            |           |  |
| Aogo 55’ (rig.) Hansen 90’ | Marcatori |  |

| Arbitro: | Gräfe |

|              |           |            |
| Federico 57’ | Marcatori | 71’ Koejoe |

| Arbitro: | Rafati |

|                  |           |              |
| Iashvili 6’, 51’ | Marcatori | 24’ Agostino |

| Arbitro: | Walz |

|           |           |  |
| Koejoe 2’ | Marcatori |  |

| Arbitro: | Welz |

|             |           |  |
| N'Diaye 86’ | Marcatori |  |

| Arbitro: | Schößling |

|                    |           |           |
| Jäger 20’ Amri 64’ | Marcatori | 67’ Tanko |

| Friburgo in Brisgovia 27 marzo 2006, ore 20:15 CEST 27ª giornata | Friburgo | 0 – 0 referto | Bochum | Badenova-Stadion (14 000 spett.)\| Arbitro: \| Perl \| |
| Arbitro:                                                         | Perl     |               |        |                                                        |

| Arbitro: | Sippel |

|                     |           |                 |
| Radu 23’ Ziebig 45’ | Marcatori | 71’ (rig.) Aogo |

| Arbitro: | Brych |

|               |           |  |
| Coulibaly 20’ | Marcatori |  |

| Ahlen 16 aprile 2006, ore 15:00 CEST 30ª giornata | LR Ahlen | 0 – 0 referto | Friburgo | Wersestadion (3 841 spett.)\| Arbitro: \| Stark \| |
| Arbitro:                                          | Stark    |               |          |                                                    |

| Arbitro: | Fleischer |

|                        |           |                      |
| Antar 50’ Pitroipa 72’ | Marcatori | 34’ Nauroth 81’ Cafú |

| Arbitro: | Pickel |

|          |           |                  |
| Kern 24’ | Marcatori | 30’, 40’ Matmour |

| Arbitro: | Rafati |

|  |           |               |
|  | Marcatori | 33’ Coulibaly |

| Arbitro: | Kinhöfer |

|           |           |  |
| Antar 20’ | Marcatori |  |

### Coppa di Germania
| Arbitro: | Fleischer |

|  |           |              |
|  | Marcatori | 37’ Iashvili |

| Arbitro: | Dingert |

|                                        |           |          |
| Koejoe 45’, 64’ Iashvili 78’ Antar 81’ | Marcatori | 29’ Graf |

| Arbitro: | Gagelmann |

|           |           |                                  |
| Sanou 77’ | Marcatori | 90’ Shao 96’ Agostino 106’ Meyer |

## Statistiche

### Statistiche di squadra
| Competizione      | Punti | In casa | In casa | In casa | In casa | In casa | In casa | In trasferta | In trasferta | In trasferta | In trasferta | In trasferta | In trasferta | Totale | Totale | Totale | Totale | Totale | Totale | DR  |
| Competizione      | Punti | G       | V       | N       | P       | Gf      | Gs      | G            | V            | N            | P            | Gf           | Gs           | G      | V      | N      | P      | Gf     | Gs     | DR  |
| ----------------- | ----- | ------- | ------- | ------- | ------- | ------- | ------- | ------------ | ------------ | ------------ | ------------ | ------------ | ------------ | ------ | ------ | ------ | ------ | ------ | ------ | --- |
| 2. Bundesliga     | 56    | 17      | 12      | 4       | 1       | 29      | 12      | 17           | 4            | 4            | 9            | 12           | 21           | 34     | 16     | 8      | 10     | 41     | 33     | +8  |
| Coppa di Germania | -     | 2       | 1       | 0       | 1       | 5       | 4       | 1            | 1            | 0            | 0            | 1            | 0            | 3      | 2      | 0      | 1      | 6      | 4      | +2  |
| Totale            | 56    | 19      | 13      | 4       | 2       | 34      | 16      | 18           | 5            | 4            | 9            | 13           | 21           | 37     | 18     | 8      | 11     | 47     | 37     | +10 |

### Andamento in campionato
| Giornata  | 1 | 2  | 3 | 4  | 5  | 6 | 7 | 8 | 9 | 10 | 11 | 12 | 13 | 14 | 15 | 16 | 17 | 18 | 19 | 20 | 21 | 22 | 23 | 24 | 25 | 26 | 27 | 28 | 29 | 30 | 31 | 32 | 33 | 34 |
| --------- | - | -- | - | -- | -- | - | - | - | - | -- | -- | -- | -- | -- | -- | -- | -- | -- | -- | -- | -- | -- | -- | -- | -- | -- | -- | -- | -- | -- | -- | -- | -- | -- |
| Luogo     | C | T  | C | T  | C  | T | C | T | C | T  | C  | T  | C  | C  | T  | C  | T  | T  | C  | T  | C  | T  | C  | C  | T  | T  | C  | T  | C  | T  | C  | T  | T  | C  |
| Risultato | V | P  | V | P  | N  | V | V | N | V | P  | V  | N  | V  | N  | P  | P  | V  | P  | V  | P  | V  | N  | V  | V  | P  | P  | N  | P  | V  | N  | N  | V  | V  | V  |
| Posizione | 5 | 14 | 7 | 10 | 10 | 8 | 5 | 6 | 3 | 7  | 5  | 3  | 2  | 5  | 5  | 8  | 5  | 6  | 5  | 6  | 6  | 7  | 5  | 6  | 5  | 6  | 6  | 6  | 6  | 6  | 5  | 6  | 6  | 4  |

Legenda:

Luogo: C = Casa; T = Trasferta. Risultato: V = Vittoria; N = Pareggio; P = Sconfitta.

### Statistiche dei giocatori
| Giocatore         | 2. Bundesliga | 2. Bundesliga | 2. Bundesliga | 2. Bundesliga | Coppa di Germania | Coppa di Germania | Coppa di Germania | Coppa di Germania | Totale   | Totale | Totale      | Totale     |
| Giocatore         | Presenze      | Reti          | Ammonizioni   | Espulsioni    | Presenze          | Reti              | Ammonizioni       | Espulsioni        | Presenze | Reti   | Ammonizioni | Espulsioni |
| ----------------- | ------------- | ------------- | ------------- | ------------- | ----------------- | ----------------- | ----------------- | ----------------- | -------- | ------ | ----------- | ---------- |
| R. Antar          | 22            | 6             | 3             | 0             | 1                 | 1                 | 0                 | 0                 | 23       | 7      | 3           | 0          |
| D. Aogo           | 27            | 6             | 8             | 0             | 2                 | 0                 | 0                 | 0                 | 29       | 6      | 8           | 0          |
| B. Baltes         | 15            | 0             | 2             | 0             | 3                 | 0                 | 0                 | 0                 | 18       | 0      | 2           | 0          |
| D. Bührer         | 3             | 0             | 2             | 0             | 0                 | 0                 | 0                 | 0                 | 3        | 0      | 2           | 0          |
| S. Coulibaly      | 33            | 7             | 5             | 0             | 3                 | 0                 | 0                 | 0                 | 36       | 7      | 5           | 0          |
| B. Diarra         | 15            | 0             | 1             | 0             | 1                 | 0                 | 0                 | 0                 | 16       | 0      | 1           | 0          |
| M. Fotheringham   | 9             | 0             | 1             | 0             | 3                 | 0                 | 1                 | 0                 | 12       | 0      | 2           | 0          |
| R. Golz           | 6             | 0             | 0             | 0             | 0                 | 0                 | 0                 | 0                 | 6        | 0      | 0           | 0          |
| N. Hansen         | 21            | 1             | 0             | 0             | 3                 | 0                 | 0                 | 0                 | 24       | 1      | 0           | 0          |
| L. Hermel         | 13            | 1             | 0             | 0             | 1                 | 0                 | 0                 | 0                 | 14       | 1      | 0           | 0          |
| A. Iashvili       | 27            | 4             | 4             | 0             | 2                 | 2                 | 0                 | 0                 | 29       | 6      | 4           | 0          |
| A. Ibertsberger   | 32            | 1             | 6             | 0             | 3                 | 0                 | 0                 | 0                 | 35       | 1      | 6           | 0          |
| A. Kaufmann       | 2             | 0             | 0             | 0             | 2                 | 0                 | 0                 | 0                 | 4        | 0      | 0           | 0          |
| O. Khizaneishvili | 9             | 0             | 0             | 0             | 0                 | 0                 | 0                 | 0                 | 9        | 0      | 0           | 0          |
| S. Koejoe         | 24            | 5             | 2             | 0             | 3                 | 2                 | 0                 | 0                 | 27       | 7      | 2           | 0          |
| D. Kruppke        | 21            | 2             | 3             | 0             | 3                 | 0                 | 0                 | 0                 | 24       | 2      | 3           | 0          |
| K. Matmour        | 16            | 2             | 3             | 0             | 0                 | 0                 | 0                 | 0                 | 16       | 2      | 3           | 0          |
| Y. Mohamad        | 27            | 1             | 6             | 0             | 1                 | 0                 | 0                 | 0                 | 28       | 1      | 6           | 0          |
| S. Olajengbesi    | 27            | 0             | 5             | 0             | 2                 | 0                 | 0                 | 0                 | 29       | 0      | 5           | 0          |
| J. Pitroipa       | 14            | 1             | 0             | 0             | 1                 | 0                 | 0                 | 0                 | 15       | 1      | 0           | 0          |
| J. Reinard        | 0             | 0             | 0             | 0             | 0                 | 0                 | 0                 | 0                 | 0        | 0      | 0           | 0          |
| S. Riether        | 29            | 0             | 4             | 0             | 2                 | 0                 | 1                 | 0                 | 31       | 0      | 5           | 0          |
| W. Sanou          | 21            | 2             | 2             | 0             | 2                 | 1                 | 0                 | 0                 | 23       | 3      | 2           | 0          |
| I. Tanko          | 27            | 2             | 3             | 0             | 1                 | 0                 | 0                 | 0                 | 28       | 2      | 3           | 0          |
| A. Walke          | 29            | 0             | 0             | 0             | 3                 | 0                 | 0                 | 0                 | 32       | 0      | 0           | 0          |
| S. Wohlfarth      | 0             | 0             | 0             | 0             | 0                 | 0                 | 0                 | 0                 | 0        | 0      | 0           | 0          |